# الخبين (محضة)
الخبين منطقة سكنية تقع في ولاية محضة، التابعة لمحافظة البريمي في سلطنة عمان. يحكمها عوض بن حسينة بعد أن تورث الحكم من عند أبيه يقدر عدد سكانها بـ 24 نسمة حسب إحصاء عام 2010 التابع للمركز الوطني للإحصاء والمعلومات الحكومي. رمز المنطقة هو 40220182.

## الوصلات الخارجية
- المركز الوطني للإحصاء والمعلومات، سلطنة عمان